# Книга рекордів Волині
«Книга рекордів Волині» реєструє рекордні досягнення жителів Волинської області у всіх видах діяльності: народному господарстві, освіті, культурі, охороні здоров'я, спорті тощо. 

## Український гарбуз-рекордсмен

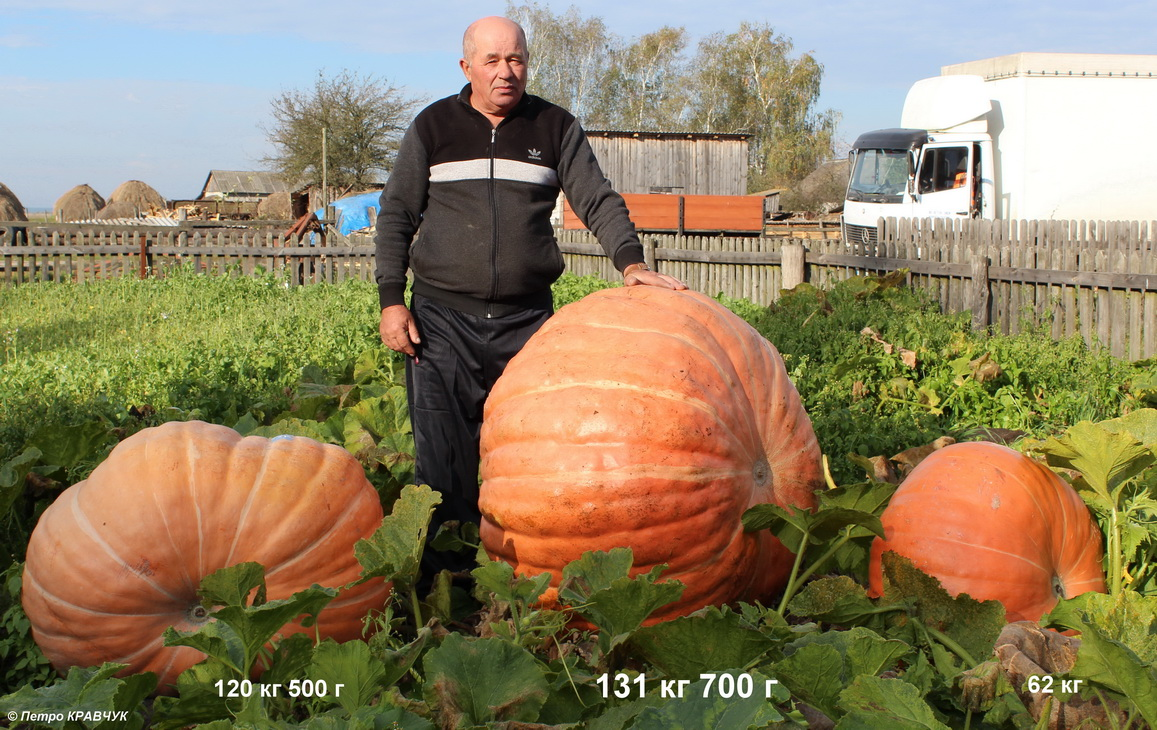
Григорій Абрамович з рекордним українським гарбузом вагою 131 кг 700 г (2014р., сорт Атлантичний гігант Діла).

## Статус
Фіксуються рекорди природи волинського краю й різні цікаві факти. Перші два випуски (1993 і 1998 років) вийшли під назвою «Рекорди Волині». У третьому випуску, у дев'яти розділах та додатках на 304 сторінках, — понад 1000 рекордів та цікавих фактів волинського краю.
Автор і видавець книги — Кравчук Петро Авксентійович.

## Історія
Книга «Рекорди Волині 1993» стала першою в Україні книгою, яка почала відроджувати і реєструвати досягнення окремих областей. Згодом у 1999 році побачила світ книга рекордів Кримської автономної республіки «Крим: книга рекордів», а в 2010 році — книга рекордів Закарпатської області.

## Випуски книги

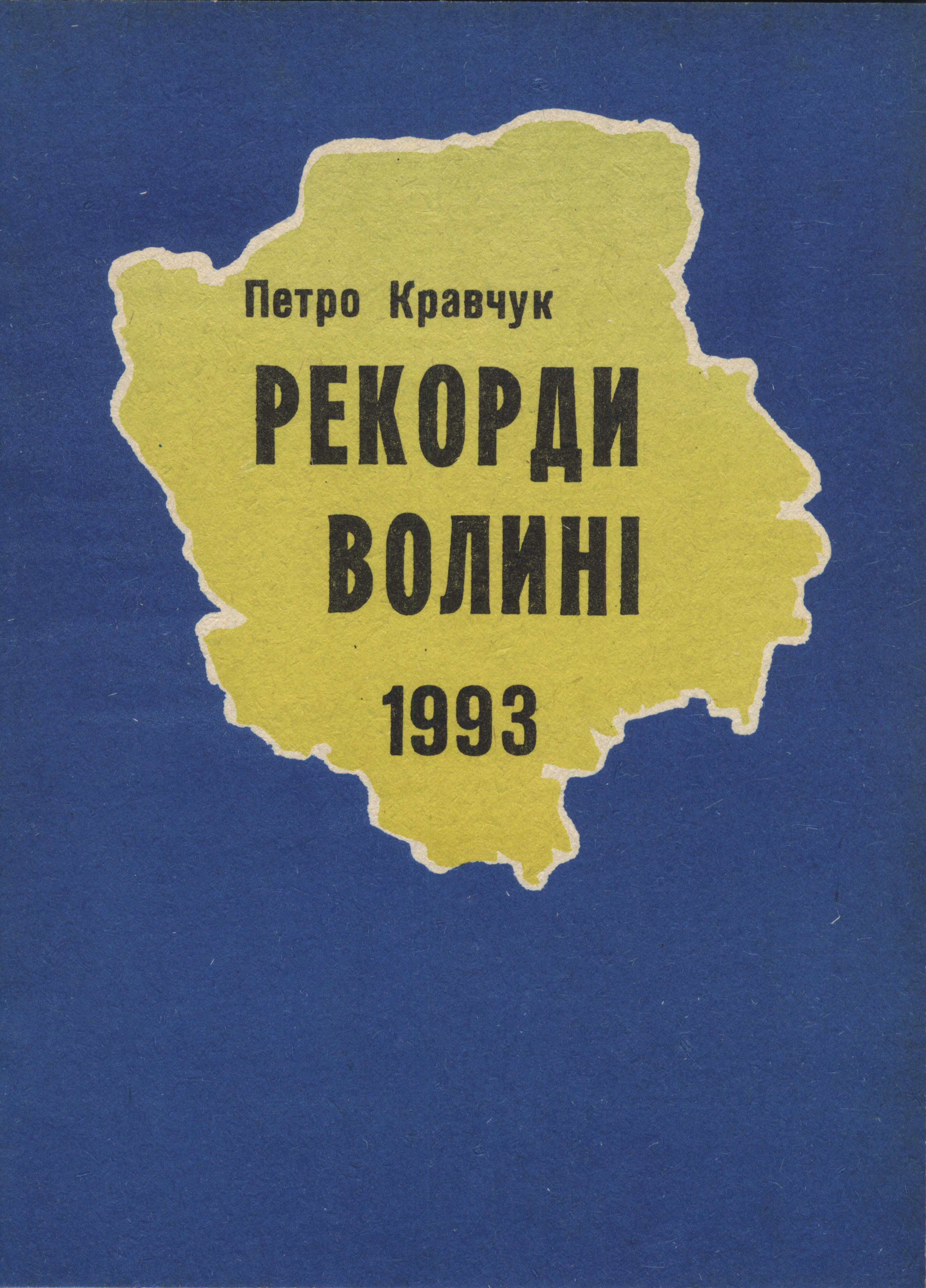

1. Кравчук П. А. Рекорди Волині • 1993 [Архівовано 6 березня 2016 у Wayback Machine.]. — Любешівська районна друкарня, 1994, 64 стор. ISBN 5-7707-2014-1/4.
2. Кравчук П. А. Рекорди Волині • 1998 [Архівовано 6 березня 2016 у Wayback Machine.]. 2-е вид. — Любешів, «Ерудит», 1999. 208 стор.: іл. ISBN 966-95453-0-7.
3. Кравчук П. А. Книга рекордів Волині • 2005. 3-є вид. — Луцьк: Волинська обласна друкарня — Любешів: «Ерудит», 2005. 304 стор.: іл. ISBN 966-361-079-4, К77.

Книга рекордів Волині